# Brilant-Alcyon
Brilant-Alcyon is een Tsjechisch historisch merk van motorfietsen.
De bedrijfsnaam was: Brilant-Alcyon: Fuchs & Co., Fahrradhaus, Zuckmantel.
Dit was een Tsjechisch rijwielmerk dat alleen in het jaar 1932 motorfietsen maakte, met 98cc-Alcyon-inbouwmotor.